# Frank Rafael La Rue Lewy
Frank Rafael La Rue Lewy (Guatemala, 1952) è un diplomatico e avvocato guatemalteco specializzato nella difesa dei diritti umani, dal 2008 Special Rapporteur dell'ONU in materia di diritto alla libertà di espressione e di opinione.
Laureato nel 1975 in giurisprudenza e scienze sociali presso l'Università San Carlos di Città del Guatemala, ha poi seguito corsi di politica estera statunitense presso la Scuola di Studi Internazionali della Johns Hopkins University di Washington (USA) e di Diritti umani presso la American University della stessa città.
Ha fondato il Centro para la Acción Legal en Derechos Humanos (CALDH), ONG del Guatemala che ha anche diretto.
Fra il 2003 ed il 2004 è stato candidato al Premio Nobel per la pace, che non ha ottenuto, per il suo lavoro relativo al genocidio degli indigeni in Guatemala. Nel 2000 aveva presentato, a capo dell'ufficio legale del CALDH, il primo caso di genocidio che era stato possibile portare in giudizio secondo le disposizioni della Commissione per la Chiarificazione Storica.
È presidente dell'istituto DEMOS (Guatemala), ONG specializzata in promozione dei valori democratici e partecipazione dei giovani, delle donne e degli indigeni.
Ricopre o ha ricoperto cariche governative nel suo Paese d'origine.
Secondo Yahoo! News, le attività di La Rue sono sostenute da organizzazioni finanziate dall'Open Society Foundations di George Soros.

## Citazione
(Frank La Rue, Giornata Mondiale della Libertà di Stampa, 3 maggio 2010)